# Guitar Slinger (Johnny Winter)
Guitar Slinger è un album di Johnny Winter, pubblicato dalla Aligator Records nel 1984. Il disco fu registrato al Red Label Recording Studio di Winnetka, Illinois (Stati Uniti).

## Tracce
Lato A
1. It's My Life, Baby – 4:08 (Don Robey)
2. Don't Take Advantage of Me – 5:22 (Lee Baker Jr.)
3. Iodine in My Coffee – 3:44 (Muddy Waters)
4. Trick Bag – 3:20 (Earl King)
5. Mad Dog – 4:27 (Sheffield, Shuler)

Lato B
1. Boot Hill – 3:35 (Autore sconosciuto)
2. I Smell Trouble – 4:50 (Don Robey)
3. Lights Out – 2:33 (Mac Rebennack, Seth David)
4. Kiss Tomorrow Goodbye – 3:53 (Al Reed)
5. My Soul – 3:45 (Jamesett Hawkins)

## Musicisti
- Johnny Winter - chitarre, voce
- Ken Saydak - tastiere
- Johnny B. Gayden - basso
- Casey Jones - batteria

Musicisti aggiunti:
- Gene Barge - sassofono tenore (brano: Lights Out)
- Billy Branch - armonica (brano: Iodine in My Coffee)

The Mellow Fellows Horns:
- Gene Barge - arrangiamenti (strumenti a fiato)
- Terry Ogolini - sassofono tenore
- Don Tenuto - tromba
- Jim Exum - trombone
- Steve Eisen - sassofono baritono